# 山口市立陶小学校
山口市立陶小学校（やまぐちしりつ すえしょうがっこう）は、山口県山口市にある公立小学校。

## 沿革
- 1875年（明治8年）3月 - 校区内の三塾を合併し、築地内の西円寺を仮校舎とする。
- 1876年（明治9年）4月 -  吉敷郡31小学校陶小学校と改称。
- 1882年（明治15年） - 校舎を築地に建設し、分校を嘉村崎に建設。
- 1886年（明治19年） - 嘉村崎分校を統合。
- 1889年（明治22年） - 吉敷郡14小学校陶小学区尋常小学校と改称。
- 1935年（昭和10年）12月 - 講堂落成。
- 1941年（昭和16年）1月 - 国民学校令により、陶国民学校と改称。
- 1944年（昭和19年）4月 - 陶村が山口市に合併される。
- 1947年（昭和22年）4月 - 学制改革により、山口市立陶小学校と改称。
- 1953年（昭和28年）7月 - 本館完成。
- 1955年（昭和30年）3月 - 開校80周年記念式典挙行。
- 1956年（昭和31年）11月 - 校歌制定。
- 1966年（昭和41年）11月 - 全学級に白黒テレビ設置。
- 1967年（昭和42年）1月 - 完全給食実施。
- 1970年（昭和45年）11月 - 給食室改築。
- 1971年（昭和46年）7月 - プール完成。
- 1975年（昭和50年）3月 - 開校100周年記念式典挙行。
- 1976年（昭和51年）9月 - 全学級にカラーテレビ設置。
- 1980年（昭和55年）2月 - 校舎新築（図工室・音楽室・普通教室2）。
- 1982年（昭和57年）3月 - 校旗新調。
- 1986年（昭和61年）11月 - 講堂照明設備完成。
- 1990年（平成2年）7月 - 運動場ネット設備完成。
- 1992年（平成4年）10月 - 門柱・末広先生謝恩碑・庭木の移転移植実施。
- 1995年（平成7年）
  - 6月 - 屋内運動場落成。
  - 9月 - 屋内運動場落成式典挙行。
  - 11月 - 屋外体育倉庫建設。
- 1996年（平成8年）
  - 3月 - 給食調理室差し掛け建設。
  - 5月 - 陶の森樹木移植。
- 1997年（平成9年）
  - 8月 - 県道側防球ネット増設。
  - 11月 - プール通路新設。
- 1998年（平成10年）
  - 1月 - 音楽室内壁改装。
  - 10月 - 防球ネット・体育倉庫外壁改修補修。
- 1999年（平成11年）5月 - 電話回線増設。
- 2000年（平成12年）
  - 3月 - 校長室・職員室・家庭科室・音楽室の各室に空調設備完成。同月、児童用パソコン8台導入設置。
  - 9月 - 教育相談室完成。
- 2003年（平成15年）
  - 8月 - 児童用パソコン22台導入し、設置。
  - 9月 - センター方式による給食開始。
- 2004年（平成16年）
  - 4月 - 英語授業導入。
  - 8月 - 屋外体育倉庫新設。
- 2006年（平成18年）
  - 4月 - 情緒障害学級新設。
  - 8月 - 理科室と家庭科室に湯沸かし器設置。同月、校内LAN設営完了。
- 2007年（平成19年）8月 - ひまわり学級にLAN設営。
- 2008年（平成20年）
  - 3月 - 屋内運動場天井修理。
  - 8月 - パソコン室を改修。
- 2013年（平成25年）10月 - 学校耐震化工事完了。
- 2015年（平成27年）10月 - 体育館改修工事完了。
- 2016年（平成28年）11月 - 開校140周年記念式典挙行。
- 2017年（平成29年）
  - 2月 - 放送施設と砂場を改修。
  - 3月 - プール改修、西門横駐車場整備。

### この節の出典
- 陶小学校の沿革 - 山口市立陶小学校ホームページ内

## 学区
- 糸根・中河原・東陶・立石・潟上・潟上西団地・市・郷上・郷下・沖・西陶・丸尾上・丸尾東・丸尾北・丸尾北住宅・丸尾沖[1]

## 周辺
- 山口県道200号陶湯田線
- 西圓寺
  - 西円寺幼稚園
- 百谷川
- 国道2号線

## アクセス
- 防長交通「小郡第一病院～新山口駅～大道駅入口～防府駅前」線で、「陶小学校前」バス停下車後、徒歩245m・約4分。
  - JR山陽新幹線・山陽本線・山口線・宇部線新山口駅及び山陽本線防府駅から、上述の路線バスで「陶小学校前」バス停下車後、徒歩。